# Parascon
Parascon là một chi của họ Hypsibiidae và ngành gấu nước, tardigrada trong lớp Eutardigarda thuộc về bộ Parachaela.

## Loài
- Parascon nichollsae (Pilato and Lisi, 2004).
- Parascon schusteri (Pilato & Binda 1987).